# Júlíana Sveinsdóttir
Júlíana Sveinsdóttir (* 31. Juli 1889 in Vestmannaeyjar, Island; † 17. April 1966 in Kopenhagen, Dänemark) war eine der ersten isländischen Malerinnen und Textilkünstlerinnen. Júlíana wurde zunächst von dem bekannten isländischen Künstler Þórarinn B. Þorláksson unterrichtet. Sie ließ sich in Dänemark nieder und kehrte in den Sommern nach Island zurück. Die Besuche inspirierten sie zu ihren Landschaftsbildern, von denen eines 1947 die Akademiets Aarsmedaille, die Eckersberg-Medaille der Königlich Dänischen Kunstakademie erhielt.
Júlíana war eine aktive Unterstützerin von Künstlern und der Kunst. Sie war ein frühes Mitglied des dänischen Künstlerinnenvereins (Kvindelige Kunstneres Samfund (KKS)) und saß in den Vorständen der Charlottenborg-Ausstellung (Charlottenborg Forårsudstilling) und der Königlich Dänischen Kunstakademie. Obwohl sie vor allem für ihre Malerei bekannt ist, war Júlíana auch eine bedeutende Textilkünstlerin, die für einen Teppich beauftragt wurde, der den Gerichtssaal des Obersten Gerichtshofs in Kopenhagen schmückte.

## Leben
Júlíana wurde als zweite von fünf Schwestern von Guðrún Runólfsdóttir und Sveinn Jónsson, auf den Westmännerinseln vor der Südküste Islands geboren.
Mit sechzehn Jahren zog Júlíana nach Reykjavik, wo sie zwei Jahre lang studierte. Júlíanas Interesse an der Kunst wurde bereits in der Schule geweckt, und als sie zwanzig Jahre alt war, erhielt sie Unterricht bei einem der berühmtesten isländischen Künstler des 20. Jahrhunderts, Þórarinn B. Þorláksson. Sie reiste nach Kopenhagen, um an mehreren privaten Zeichenschulen und schließlich an der Königlich Dänischen Kunstakademie zu studieren. Abgesehen von einer kurzen Zeit in den späten zwanziger Jahren lebte Júlíana in Dänemark, und obwohl sie immer mit dem Gedanken spielte, nach Island zurückzukehren, um dort zu leben, tat sie dies nie. Während sie jedoch einen Großteil ihres Arbeitslebens in Dänemark verbrachte, verbrachte sie ihre Sommer in Island, und die Landschaften des Landes waren das Hauptthema ihrer Gemälde. Sie war sich ihrer Herkunft sehr bewusst und schrieb: „Ich wollte immer meine Werke nach Hause bringen und mich verteidigen. Ja, meine Abwesenheit vom Land verteidigen, den Menschen zeigen, was ich getan habe, sie daran erinnern, dass ich mehr isländisch bin, als jeder andere.“
Die wachsende Anerkennung von Júlíanas Arbeit und die damit verbunden langsam zunehmende Fähigkeit, sich den Lebensunterhalt durch ihre Kunst zu verdienen, fielen mit der allmählichen Akzeptanz von Frauen in der europäischen Künstlergemeinschaft zusammen. Sie war ein frühes Mitglied (wenn auch nicht Gründungsmitglied) des KKS, des dänischen Künstlerinnenvereins, gehörte von 1935 bis 1949 dessen Vorstand an und nahm an dessen Ausstellungen teil. Zu den Zielen des KKS gehörte es, die Vertretung von Frauen in Entscheidungsgremien zu erhöhen, den Zugang von Frauen zu Stipendien zu verbessern und ein soziales und künstlerisches Netzwerk zu schaffen. Von all diesen Dingen profitierte Júlíana. Von 1941 bis 1949 gehörte sie dem Vorstand der Charlottenborg-Ausstellung an, und 1955 wurde sie in den Vorstand der Königlichen Dänischen Kunstakademie gewählt, die bei der Gründung des KKS noch keine weiblichen Vorstandsmitglieder hatten. Außerdem erhielt sie Zugang zu Stipendien, darunter das Tagea Brandts Rejselegat (dänisch Tagea-Brandts-Reisestipendium) im Jahr 1946.
In Kopenhagen schuf Júlíana bemerkenswerte abstrakte Teppichentwürfe, die aus isländischer Wolle knüpfte, darunter ein Stück, das 1951 auf der IX Triennale di Milano mit der Goldmedaille ausgezeichnet wurde – der erste Designpreis, den eine Isländerin auf einer internationalen Ausstellung erhielt. Später wurde Júlíana vom Statens Kunstfond beauftragt, einen Teppich zu entwerfen, der den Gerichtssaal des Obersten Gerichtshofs in Kopenhagen schmückte. Obwohl ihre textilen Arbeiten bemerkenswert waren und internationale Anerkennung fanden, wurden sie in ihrem Heimatland einige Jahrzehnte lang weitgehend ignoriert, wo nur ihre Gemälde Aufmerksamkeit und Kritik fanden.
Während ihrer gesamten Laufbahn malte sie zwar auch Stillleben und Porträts, doch waren es vor allem ihre Landschaften, die die Bewunderung der Kritiker auf sich zogen und mit Preisen bedacht wurden, darunter die angesehene Eckersberg-Medaille im Jahr 1947. Durch ihre Herangehensweise an das Landschaftsmotiv und ihre Farbpalette gilt sie als eine bedeutende Erneuerin der 1930er bis 1950er Jahre.

## Nachleben
Nach dem ersten Merkur-Vorbeiflug der NASA-Raumsonde MESSENGER 2008 erhielt einer der neu entdeckten Krater nach ihr den Namen Sveinsdóttir.
Das Kunstmuseum Reykjavík (Listasafn Reykjavíkur) kuratierte 2015 eine Ausstellung ihrer Bilder und parallel dazu eine Ausstellung ihrer Textilkunst.